# Transport ciała Karola XII
Transport ciała Karola XII (szw. Karl XII:s likfärd) – obraz olejny namalowany przez szwedzkiego malarza Gustafa Cederströma w 1878 roku, znajdujący się w zbiorach Muzeum Sztuki w Göteborgu. Cederström wykonał także w 1884 roku kopię obrazu, która znajduje się w zbiorach Nationalmuseum w Sztokholmie.

## Opis
Obraz Cederströma kupił za 22 000 franków wielki książę rosyjski Konstanty Romanow, który umieścił go w należącym do niego Pałacu Marmurowym w Petersburgu. Ponieważ wielu Szwedów uważało za dyshonor, że hołd złożony poległemu królowi-żołnierzowi Karolowi XII trafił do Rosji, z którą walczył, zorganizowano zbiórkę pieniędzy, aby skłonić Gustafa Cederströma do namalowania nowej wersji. Kopię namalował w 1884 roku w posiadłości przodków Krusenberg, położonej na południe od Uppsali. 30 listopada, w dniu śmierci Karola XII w 1718 roku podczas oblężenia twierdzy Fredriksten w Norwegii (w czasie III wojny północnej), artysta podpisał obraz, który następnie przewieziono parowcem do Nationalmuseum w Sztokholmie. To właśnie kopia stała się jednym z najbardziej rozpowszechnionych i znanych dzieł sztuki w Szwecji.
Gustaf Cederström z wielką starannością i swobodą namalował przedstawiony temat. Jednak obraz nie jest historycznie dokładnym przedstawieniem transportu zwłok Karola XII do Szwecji. Zmarłego króla nie niesiono na otwartych marach przez norweskie góry. W rzeczywistości ciało przewieziono w nocy do kwatery głównej armii szwedzkiej w Tistedalen, złożono w sosnowej trumnie, a następnie przewieziono do Uddevalli, gdzie zostało zabalsamowane. Cederström doskonale zdawał sobie sprawę, że pozwolił sobie na artystyczną swobodę w zakresie przedstawionego wydarzenia.
Żołnierze szwedzcy w pierwszej wersji obrazu mają cechy francuskich modeli, których Cederström wynajdywał w paryskich barach. W drugiej wersji w roli modeli pozowali szwedzcy dragoni, chłopi oraz krewni i przyjaciele artysty z okolic Krusenberga. W obu wersjach Cederström przedstawił się także jako pierwszy żołnierz w kondukcie, ze szpadą w prawej dłoni. Oryginał po rewolucji rosyjskiej w 1917 roku, bardzo okrężną drogą trafił do Muzeum Sztuki w Göteborgu, jako prezent od Gustafa Wernera w 1939 roku. 